# Italienisches Liederbuch

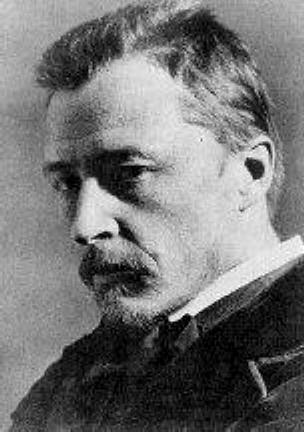
Fotografía de Hugo Wolf

El Italienisches Liederbuch (Libro de canciones italianas o Cancionero italiano) es un ciclo de 46 Lieder compuesto por Hugo Wolf sobre una colección de poemas italianos anónimos traducidos al alemán por Paul Heyse. Está organizado en dos libros con 22 y 24 Lieder. La primera parte fue compuesta en 1890 y 1891 y la segunda, en 1896, y pertenecen junto a la ópera Der Corregidor y los Michelangelo-Liedern, a las últimas obras del compositor.
Heyse se nutrió de cuatro colecciones italianas publicadas antes: Canti populari de Niccolò Tommaseo (1841), Canti populari Toscani de Giuseppe Tigri (1856), Canti populari inediti de Oreste Marcoaldi (1855) y Canti del popolo veneziani de Angelo Dalmedico (1848). La colección de Heyse incluía varios tipos de poemas pero Wolf escogió principalmente rispetti (en singular rispetto) que son canciones cortas con temas amorosos, escritos frecuentemente en ocho versos decasílabos o endecasílabos.
Wolf se refirió al Libro de canciones italianas en una carta escrita el 15 de diciembre de 1891 a Emil Kauffmann, y lo hizo en estos términos: considero que las italianas son mi trabajo más original y artísticamente logrado (Ich halte die Italienischen für das originellste une künstlerich vollendetste unter allen meinen Sachen).
Los lieder suelen ser ordenados alternando canciones interpretadas por un barítono y otras, por una soprano.
El título y clave de cada uno de los lieder son los siguientes:
Libro I:
1. Auch kleine Dinge können uns entzücken (la mayor)
2. Mir ward gesagt, du reisest in die Ferne (sol mayor/re mayor)
3. Ihr seid die Allerschönste (la bemol mayor)
4. Gesegnet sei, durch den die Welt entstund (mi bemol mayor)
5. Selig ihr Blinden (mi bemol mayor/la bemol mayor)
6. Wer rief dich denn? (fa mayor)
7. Der Mond hat eine schwere Klag’ erhoben (mi bemol menor/do beml mayor)
8. Nun laß uns Frieden schließen (mi bemol mayor)
9. Daß doch gemalt all’ deine Reize wären (fa mayor)
10. Du denkst, mit einem Fädchen mich zu fangen (si mayor)
11. Wie lange schon war immer mein Verlangen (fa menor)
12. Nein, junger Herr! (sol mayor)
13. Hoffärtig seid ihr, schönes Kind (mi mayor/fa bemol menor)
14. Geselle, woll’n wir uns in Kutten hüllen (sol mayor)
15. Mein Liebster ist so klein (fa mayor)
16. Ihr jungen Leute (do mayor)
17. Und willst du deinen Liebsten sterben sehen (la bemol mayor)
18. Heb’ auf dein blondes Haupt (la bemol mayor)
19. Wir haben beide lange Zeit geschwiegen (mi bemol mayor)
20. Mein Liebster singt am Haus (sol menor)
21. Man sagt mir, deine Mutter woll’ es nicht (la menor)
22. Ein Ständchen Euch zu bringen (do mayor)

Libro II:
1. Was für ein Lied soll dir gesungen werden? (si mayor)
2. Ich esse nun mein Brot nicht trocken mehr (mi bemol menor/mi bemol mayor)
3. Mein Liebster hat zu Tische mich geladen (fa mayor)
4. Ich ließ mir sagen (do menor)
5. Schon streckt’ ich aus im Bett die müden Glieder (la bemol mayor)
6. Du sagst mir, daß ich keine Fürstin sei (mi bemol mayor)
7. Wohl kenn’ ich Euern Stand (do mayor)
8. Laß sie nur gehn! (sol mayor/sol menor)
9. Wie soll ich fröhlich sein? (cambiante / re mayor)
10. Was soll der Zorn, mein Schatz? (do menor)
11. Sterb’ ich, so hüllt in Blumen meine Glieder (la bemol mayor)
12. Und steht Ihr früh am Morgen auf vom Bette (mi mayor)
13. Benedeit die sel’ge Mutter (mi bemol mayor)
14. Wenn du, mein Liebster, steigst zum Himmel auf (sol bemol mayor)
15. Wie viele Zeit verlor ich (sol menor)
16. Wenn du mich mit den Augen streifst (sol mayor)
17. Gesegnet sei das Grün! (la mayor)
18. O wär’ dein Haus durchsichtig wie ein Glas (la menor)
19. Heut’ Nacht erhob ich mich (re menor)
20. Nicht länger kann ich singen (la menor)
21. Schweig einmal still! (la menor)
22. O wüßtest du, wieviel ich deinetwegen (mi menor)
23. Verschling’ der Abgrund meines Liebsten Hütte (re menor)
24. Ich hab’ in Penna einen Liebsten wohnen (fa mayor)